# Jan Ove Pedersen
Jan Ove Pedersen (Oslo, 12 novembre 1968) è un allenatore di calcio ed ex calciatore norvegese, di ruolo centrocampista.

## Carriera

### Giocatore

#### Club
Pedersen iniziò la carriera con la maglia del Lillestrøm. Passò poi al Brann, in cambio di Frank Strandli. Giocò in seguito, con la formula del prestito, nel Cercle Bruges e nello Hartlepool United. Chiuse la carriera in Austria, con la maglia del Bregenz.

#### Nazionale
Pedersen giocò 17 partite per la Norvegia, con una rete all'attivo. Debuttò il 26 aprile 1988, nel pareggio a reti inviolate contro la Svezia. Segnò l'unica rete l'11 agosto 1993, nella vittoria per 7-0 contro le Fær Øer.

### Allenatore
Pedersen diventò allenatore del Bregenz nel 2005 e vi rimase fino al 2007, quando fu esonerato. Fu poi tecnico del Frastanz.
Il 30 ottobre 2018 è stato nominato nuovo allenatore del Lyngdal.